# Stein Rokkan
Stein Rokkan (ur. 4 lipca 1921 w Vågan, zm. 22 lipca 1979 w Bergen) – politolog i socjolog norweski. Był profesorem politycznej analizy porównawczej Uniwersytetu w Bergen.

## Życiorys
Po odebraniu wykształcenia filozoficznego, Rokkan został asystentem Arne Næssa. Następnie zaczął interesować się badaniem polityki, szczególnie formowaniem się partii politycznych oraz państw narodowych w Europie. W tym okresie podjął współpracę z Seymourem Martinem Lipsetem. Ich prace na stałe wpisały się do klasyki badań politologicznych. Rokkan jest znany także jako pionier wykorzystania komputerów w naukach społecznych.
Rokkan piastował wiele funkcji w międzynarodowych komisjach i organizacjach badawczych. Od 1966 do 1970 roku był wiceprezydentem International Sociological Association. W latach 1970–1973 był prezydentem International Political Science Association, a od 1973 do 1977 prezydentem International Social Science Council przy UNESCO (ISSC). W 1970 roku współtworzył też European Consortium for Political Research (ECPR), którego był prezesem do 1976 roku.
Dla uczczenia jego imienia ISSC, ECPR i Uniwersytet w Bergen przyznają od 1981 roku Stein Rokkan Prize for Comparative Social Science Research.